# Wales' flag
Wales' flag kaldes "Den røde drage" (engelsk: "The Red Dragon", walisisk "Y Ddraig Goch"). Det består af en rød drage, passant, på et grønt og hvidt vertikaldelt felt. Da det er en heraldisk drage findes der ikke en standardiseret form, og der findes derfor forskellige udformninger i brug.
Flaget fik officiel status i 1959. Opfattelsen om, at den røde drage har været knyttet til Wales i århundreder, er en retrospektiv konstruktion baseret på moderne walisisk nationalisme. Det har været hævdet at flaget er det ældste nationalflag som fortsat er i brug, noget som er i tråd med nationalistiske ønsker om at kunne følge den walisiske nation så langt tilbage i historien som mulig. Flagets oprindelse går dog ikke længere tilbage end begyndelsen af 1900-tallet.
En plausibel teori er, at det var romerne som bragte dragesymbolet med sig gennem standarderne kavaleriet bar, men det kan også være endnu ældre. Dragen er kendt som symbol i en række forskellige sammenhænge, i og udenfor Storbritannien. Den ældste dokumenterede forekomst af dragen i walisisk sammenhæng finder man i Historia Brittonum fra omkring 830. Dragen er her et litterært motiv. Det er denne reference, som walisiske nationalister, i moderne tid har hentet frem som symbol for Wales og som benyttes som belæg for det walisiske flags angivelige mere end tusindårige historie.
Dragen er også knyttet til kong Arthur, både ved, at han skal have brugt den som symbol og fordi en af profetierne om Merlin fortalte om en kamp mellem en rød og en hvid drage. Den hvide dominerede længe kampen, men til sidst vandt den røde. Dette udlægges som en profeti om kampen mellem keltere og angelsaksere.
Det walisiske flag er det eneste af flagene tilhørende en home nation, som ikke indgår i Union Jack. Dette skyldes, at Wales ikke havde nogen selvstændig stilling som land, da unionen blev indgået og unionsflagene blev til. Wales var fuldstændig indlemmet i England og var således repræsenteret ved Englands flag, mens Skotland og Irland var selvstændige nationer. Senere ønsker om at føre Wales ind i unionsflaget stødte på praktiske problemer, da de øvrige landes flag er korsflag.
Dragen er ikke ualmindelig i europæisk heraldik og genfindes i en række våben og flag for byer, kommuner og regioner. I England findes dragen også i våbnene for Wessex og Somerset. Bhutan er det eneste selvstændige land som har en drage i sit nationalflag.